# Danel Pascual
Danel Pascual   (Arrasate, 30 de juny de 1998) és un artista i creador cultural basc. Després de treballar com a traductor i professor, va treballar com a drag-queen amb el nom de Divina Comedia. Juntament amb el seu company Eneko Garcia «Albina Stardust» ha presentat el pòdcast Flop kultura a Euskalerria Irratia. Ambdós també han treballat al programa Piztu TV d'ETB1.